# Yazid (Marokko)
Yazid (* 1750; † 23. Februar 1792) (arabisch اليزيد بن محمد, DMG al-Yazīd b. Muḥammad) war von 1790 bis 1792 Sultan von Marokko und ein Mitglied der Dynastie der Alawiden. Sein Vorgänger war Mohammed III., von dem er das Amt des Sultans 1790 übernahm. Als Yazid 1792 starb, übergab er das Sultanat Marokko an seinen Nachfolger Sulaiman.